# Guglielmo dei Grigi
Guglielmo dei Grigi detto Bergamasco, anche noto come Guglielmo Grigis (Alzano Lombardo?, 1480 circa – Venezia, 1550 o 1551) è stato un architetto e scultore italiano, dimorò a Venezia a "San Cassian al Campaniel", fu confratello della Scuola Grande di San Giovanni Evangelista.
L'ipotesi di identificarlo con Vielmo Vielmi di Alzano, avanzata del Caffi nel 1884, è oggi rifiutata.

## Biografia

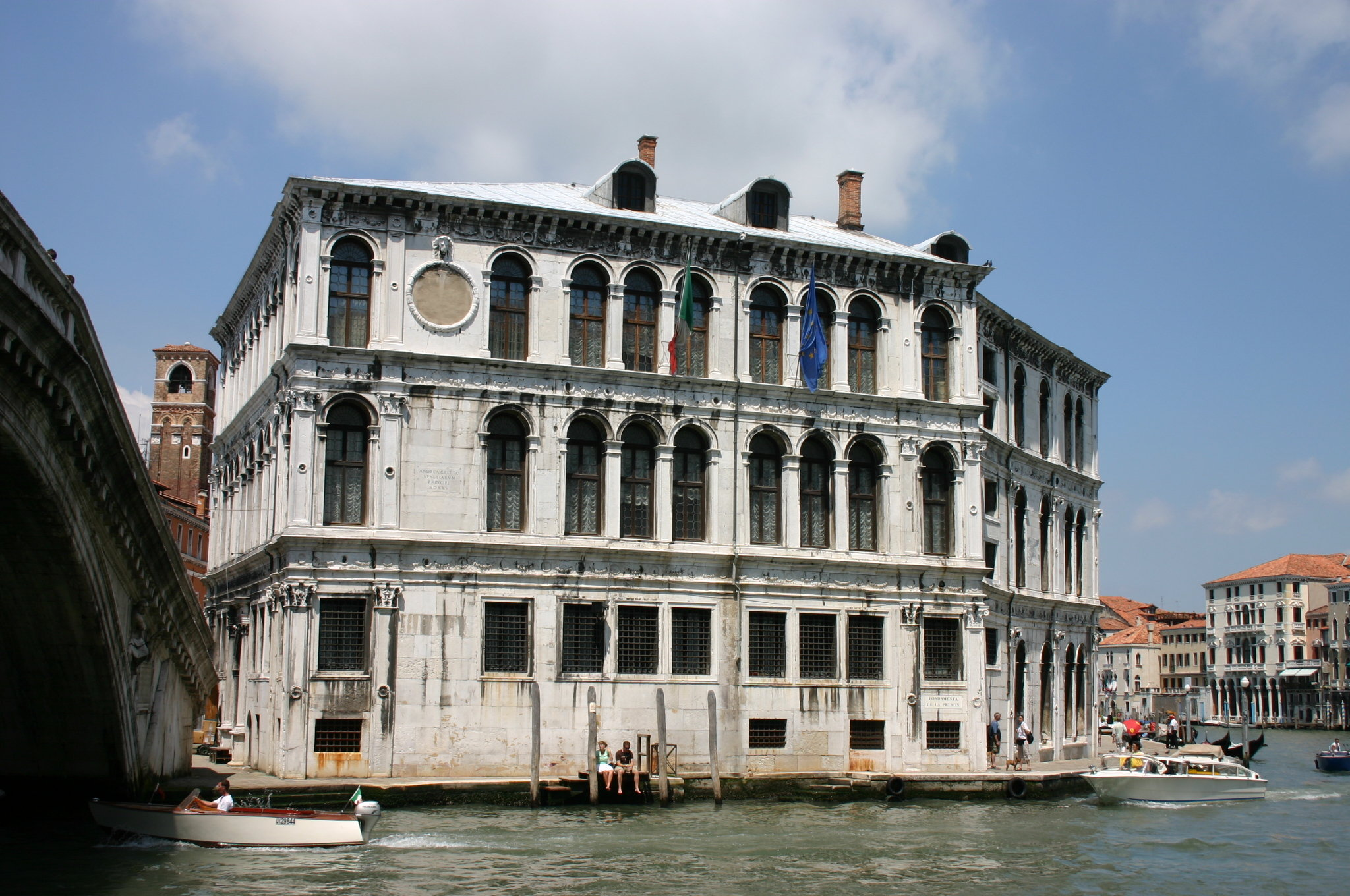
Palazzo dei Camerlenghi, Venezia

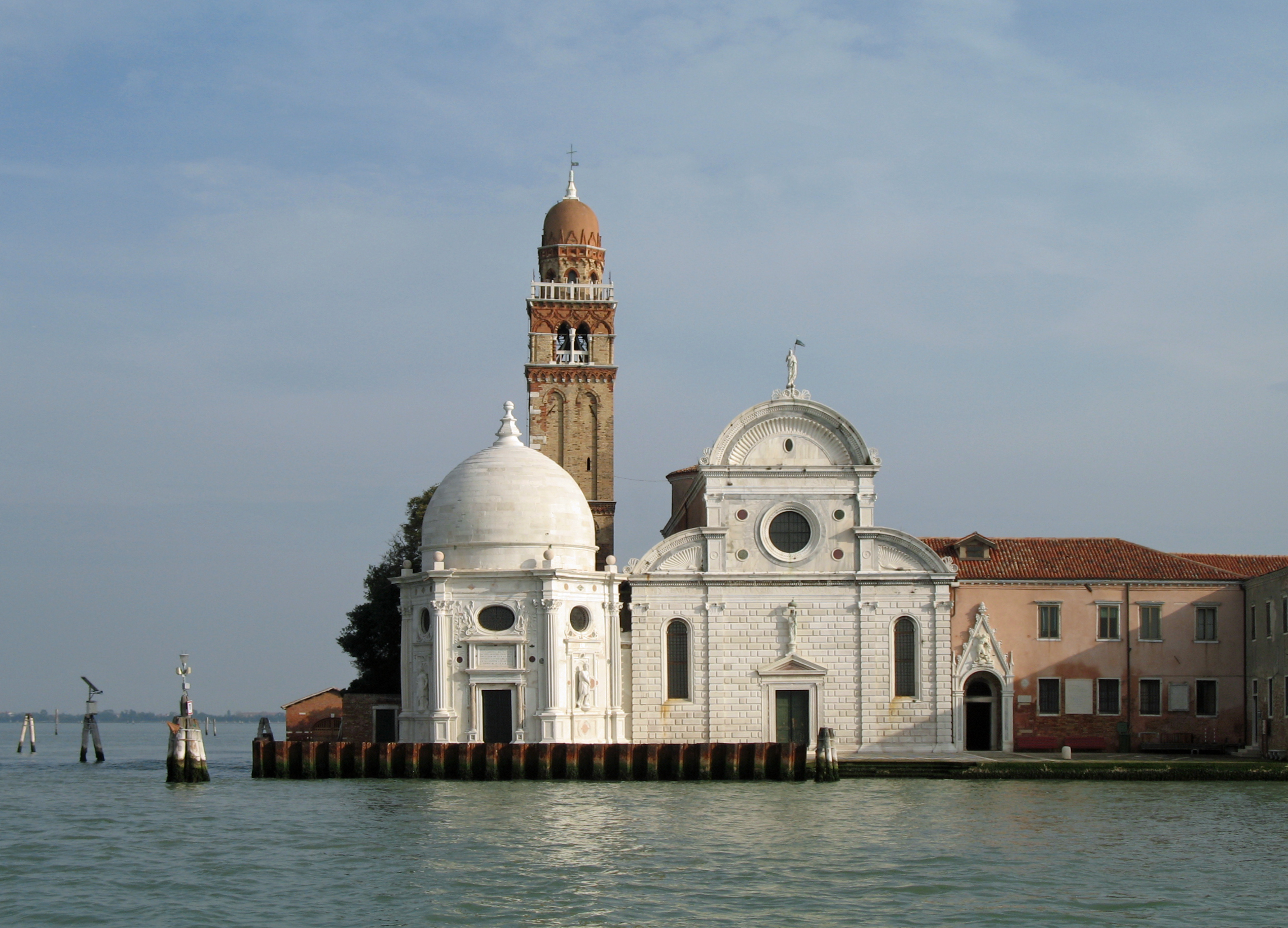
La Cappella Emiliana alla sinistra della Chiesa di San Michele in Isola

Il Bergamasco era parente di Pietro Bon, che lavorò ai cantieri delle Procuratie Vecchie e della Scuola di San Rocco. Si può ritenere che il Bon sia stato maestro di Guglielmo, che lo trasse da Alzano a Venezia per istruirlo all'arte. Poiché nel 1505 «mistro Guglielmo o Vielmo tajapiera» appare come dipendente dello Scarpagnino che era proto del fontigo dei Todeschi a Venezia, si può presumere che anche questi abbia concorso alla sua formazione. Ma fu soprattutto il Bon, che dopo la morte del Codussi aveva assunto la prestigiosa carica di proto dei procuratori di San Marco, che porterà il Bergamasco ad apprendere »quella conoscenza dell'architettura che lo avvalerà ad essere progettista di opere di considerevole pregio». Guglielmo infatti, nel 1517, fu assunto quale esecutore dei lavori nella fabbrica delle Procuratie Vecchie, e operò in modo tale da venir giudicato architetto «fecondo e magnifico di invenzione, eccellente ed esatto esecutore delle sue opere».
Guglielmo dei Grigi oltre ai lavori nelle Procuratie di San Marco, costruì il Palazzo dei Camerlenghi, l'altare di Verde della Scala ora a San Zanipolo, l'altare maggiore e quello di San Girolamo nella Chiesa di San Salvador, la Cappella Emiliana nella chiesa di San Michele in Isola, terminò l'edificazione del barco della chiesa di Sant'Antonio di Castello rimasto incompiuto alla morte di Sebastiano da Lugano, e lavorò per il Palazzo della Ragione a Vicenza e per la Scuola Grande di San Rocco. Nel 1525 fece un bassorilievo, spostato poi nel Museo Civico, per la porta del Lazzaretto Vecchio.
Nel 1520, insieme a Taddeo del fu Bartolomeo e a Silvestro di Giacomo, rifece in forma più sontuosa l'altare dedicato ai Diecimila Martiri della Chiesa di Sant'Antonio di Castello, che era stato fatto erigere nel 1512 dal patrizio Ettore Ottobon e che ospitava la Pala dei Diecimila Martiri di Vittore Carpaccio. Da 1547 al 1550 Guglielmo dei Grigi diresse i lavori della chiesa e del Monastero di Santa Maria delle Vergini.
Secondo il Temanza realizzò anche la cappella di Sant'Anna per la chiesa, oggi distrutta, di Santa Maria della Grazia, nell'omonima isola. Negli ultimi anni della vita fu chiamato ad operare a Portogruaro dove progettò i palazzi Fabris e Rioda e il Palazzo de' Tasca, oggi villa comunale, dal quale fu trasferito a Venezia il portale e posto nel Palazzo Tasca o Papafava. vicino al ponte della Guerra a San Zulian. A Padova realizzò Porta Portello, e a Treviso gli è attribuita Porta San Tomaso. Gli è attribuito anche il portale laterale della Chiesa di San Francesco della Vigna.
Guglielmo, secondo le testimonianze che ci sono rimaste, ebbe almeno due figli: Giangiacomo, morto nel 1572, anch'egli scultore e architetto autore sicuramente del palazzo Coccina sul canal Grande e collaboratore di Andrea Palladio; l'altro figlio noto fu Lodovico, monaco, documentato nel 1572 come residente nell'abbazia di San Giorgio Maggiore.